# クラブ・アフリカーン
クラブ・アフリカーン（フランス語: Club Africain、アラビア語: النادي الأفريقي）は、チュニジアの首都チュニスを本拠地とする総合スポーツクラブである。よく知られているサッカー部門の他に、バレーボール、ハンドボール、バスケットボール部門を持つ。設立は1920年10月4日。エスペランス・スポルティーブ・ドゥ・チュニスとの一戦はチュニジア・ダービーと呼ばれる。

## タイトル

### 国内タイトル
- リーグ : 13回
  - 19471, 19481, 1964, 1967, 1973, 1974, 1979, 1980, 1990, 1992, 1996, 2008, 2015
- カップ : 13回
  - 1965, 1967, 1968, 1969, 1970, 1972, 1973, 1976, 1992, 1998, 2000, 2017, 2018

1 独立以前に獲得したタイトル

### 国際タイトル
- CAFチャンピオンズリーグ : 1回
  - 1991
- アフロアジアクラブ選手権 : 1回
  - 1992
- アラブ・チャンピオンズリーグ : 1回
  - 1997
- アラブ・カップウィナーズカップ : 1回
  - 1995

## 歴代所属選手

### GK
- アリ・ブムニジェル 2004-2007

### DF
- カリム・サイディ 2002-2004, 2008-2009
- アマル・ジェマル 2013-2014
- カデル 2019-

### FW
- アブデルジャリル・ハッダ 1997-1998